# 1994 ND
1994 ND är en asteroid i huvudbältet som upptäcktes den 3 juli 1994 av den australiensiske astronomen Robert H. McNaught vid Siding Spring-observatoriet.
Asteroiden har en diameter på ungefär 1 kilometer och den tillhör asteroidgruppen Amor.